# Flamboyant (växt)
För andra betydelser av Flamboyant, se Flamboyant.
Flamboyant (Delonix regia) är en art med blommande träd ur familjen ärtväxter som är kända för sina ormbunksliknande blad och färggranna blommor. Flamboyant betyder just praktfull, grann eller flammande på engelska. Den odlas ofta som prydnadsväxt och är med sina scharlakansröda, orangefärgade eller gula blommor exceptionellt iögonfallande.
Flamboyant är endemisk till de västra skogsregionerna av Madagaskar. I sitt vilda tillstånd är den en utrotningshotad art men den odlas i många varma områden.

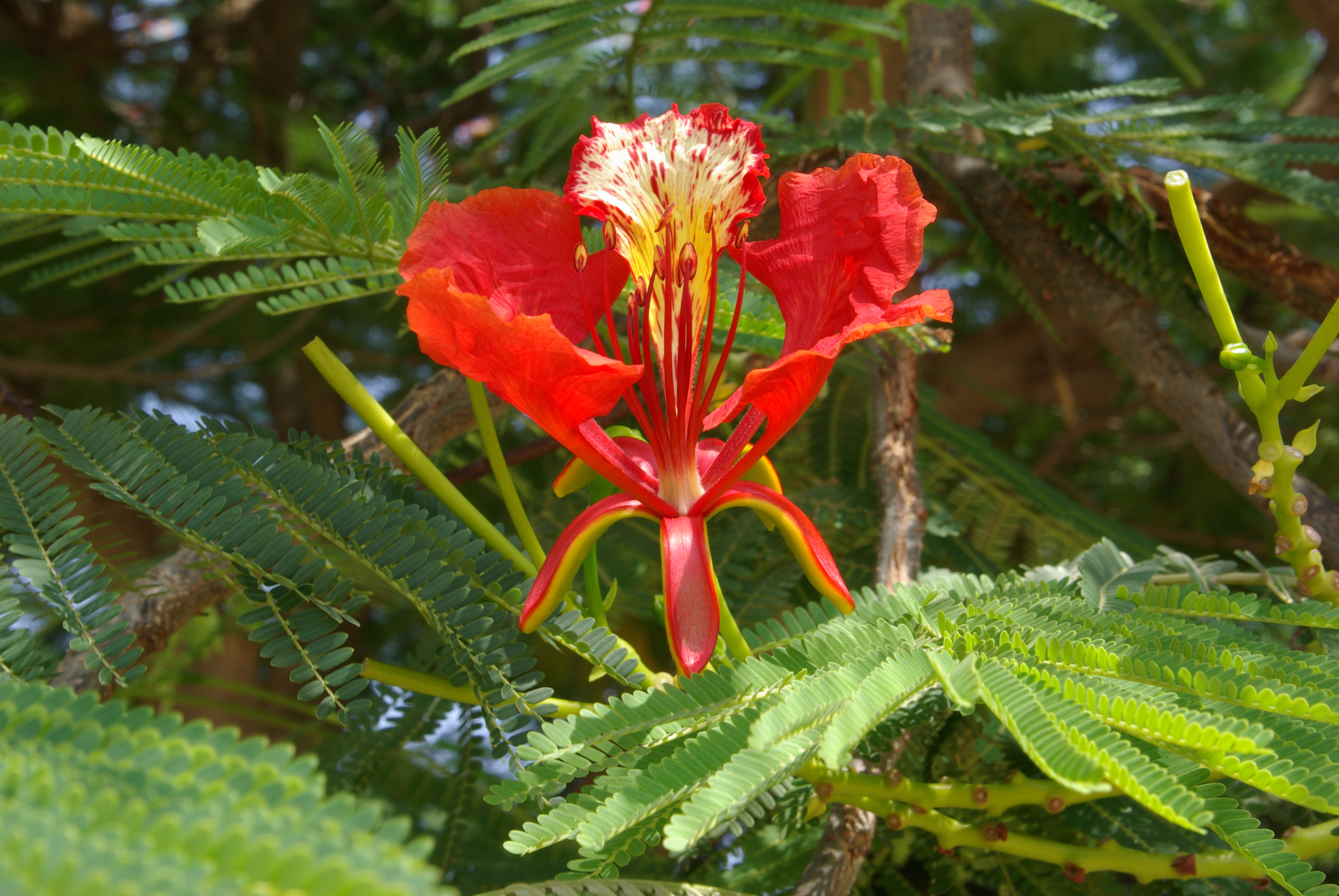
Blomman.

Blommorna är stora, med fyra scharlakansröda eller orange-röda kronblad som är upp till 8 cm långa. Ett femte kronblad står rakt upp och är något större och är gul- eller vitfläckig. Den naturligt förekommande varianten flavida har gula blommor.
Flamboyant bär fröbaljor som är mörkbruna och kan bli upp till 60 cm långa och 5 cm breda. Varje enskilt frö är dock litet och väger i medel endast 0,4 gram. Bladen är ormbunksliknande och har en karaktäristiskt ljusgrön färg. De är dubbelt parbladiga. Varje blad är 30-50 cm långt och har 20-40 par av primära småblad. Varje primärt småblad är i sin tur indelat i 10-20 par av sekundära småblad.
Flamboyant kräver tropiskt eller nära tropiskt klimat, men den tål torka och salta förhållanden. Den odlas flitigt i Västindien, Hongkong, Kanarieöarna, Taiwan, södra Kina, södra Brasilien samt de södra delarna av USA.
Förutom sitt värde som prynadsväxt är den även användbar som skugga för solen i tropiska områden. Den blir vanligen inte mer än 5 meter hög (men kan bli ända upp till 15 meter) men blir mycket bredare än hög och kronan blir således paraplyformad. Det täta lövverket erbjuder full skugga. I områden med tydlig torrperiod tappar den löven under torkan, men i andra områden är den i princip grön året runt.

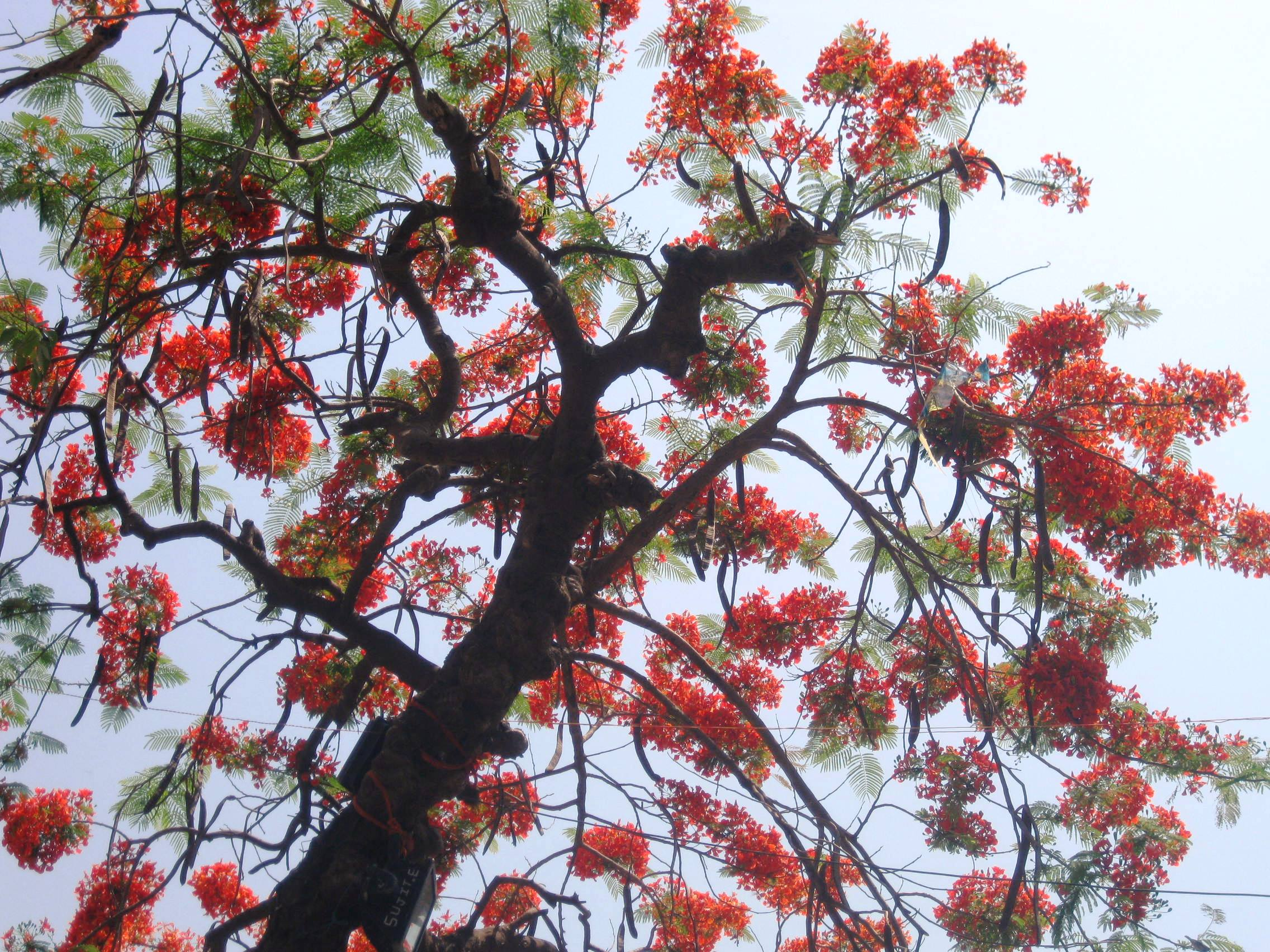
Flamboyant (Delonix regia)

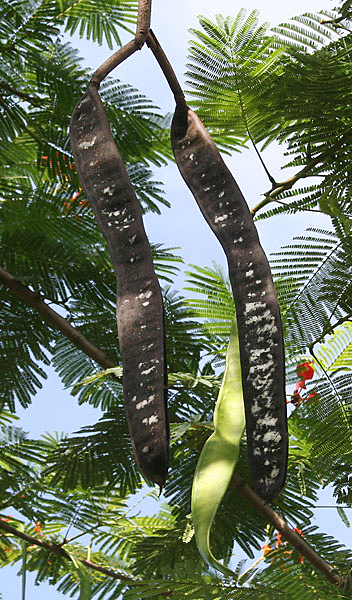
Fröbaljor.

Fröna används i Västindien i ett instrument som kallas shak-shak eller maracas. Fröna används på vissa ställen även för halsband.
Barken från Flamboyant anses ha febernedsättande egenskaper.

## Blomningssäsong
Exempel på blomningssäsonger på olika platser:
- Australien: december-februari
- Filippinerna: september
- Förenade Arabemiraten: april-juni
- Marianerna: mars-juni
- Indien: april-juni
- Södra Florida, USA: juni
- Västindien: maj-september